# Hieracium babiogorense
Hieracium babiogorense – gatunek rośliny należącej do rodziny astrowatych. Endemit Babiej Góry.

## Morfologia
ŁodygaUlistniona. O wysokości 35–60 cm. Zielona, czerwieniejąca. W dolnej części pokryta średnio licznymi bladymi, prostymi włoskami o długości 4–5 mm i nielicznymi gwieździście rozgałęzionymi. W górnej części rzadkie proste, blade z ciemną podstawą włoski o długości 1–1,5 mm i nieliczne gwieździście rozgałęzione, a także drobne gruczołki.
Liście
Liście rozetkowe 4 do 6. U osobników rosnących w zacienieniu wysokich traw zasychające podczas kwitnienia. Skórzaste. Sinawe, z purpurowobrązowymi plamkami. Wewnętrzne liście do 15 cm długości i 3 cm szerokości. Lancetowate, zaostrzone, ostro ząbkowane. Górna powierzchnia blaszki naga, dolna lekko owłosiona bladymi, prostymi włoskami o długości do 2 mm. Na nerwie środkowym i brzegach włoski i gruczołki. O klinowatej podstawie przechodzącej stopniowo w oskrzydlone ogonki liściowe. Ogonki liściowe gęsto pokryte prostymi włoskami o długości do 5 mm i bladymi gruczołkami. Zewnętrzne liście mniejsze, zaokrąglone na szczycie.
Liście łodygowe 3 do 6. Podobne do rozetkowych, zwłaszcza w dolnej części łodygi. Położone wyżej mniejsze.
Kwiaty
Zebrane w 5 do 15 koszyczków. Kwiatostany rozgałęzione na łodyżkach o długości do 20 cm wyrastających blisko dolnych liści i 3–4 szypułach o długości do 8 cm wyrastających nad górnymi liśćmi. Akladium (szypuła szczytowego koszyczka) o długości 2–3 cm. Szypuły cienkie, wzniesione, gęsto pokryte gwiazdkowatymi włoskami i prostymi włoskami o ciemnej podstawie długimi na 1,7 mm oraz rzadko pokryte czarniawymi włoskami gruczołkowymi o długości 0,3-0,5 mm. 2–3 szarozielone podsadki z licznymi prostymi włoskami o ciemnej podstawie i nielicznymi włoskami gwiazdkowatymi. Lekko rozdęte u podstawy okrywy o długości 8–10 mm, umiarkowanie owłosione. Podsadki okrywy czarniawozielone, lancetowate, o podstawy do 1,2 mm szerokości, na szczycie tępo zakończone, zebrane w trzy rzędy. Wewnętrzne podsadki z bladozielonymi brzegami pokrytymi włoskami gwiazdkowatymi. Pokryte umiarkowanie gęsto prostymi włoskami o ciemnej podstawie długimi do 2 mm oraz rzadko pokryte czarniawymi włoskami gruczołkowymi o długości 0,2-0,4 mm, jak również nielicznymi żółtymi gruczołkami. Kwiaty języczkowe intensywnie żółte, orzęsione na szczycie. Słupki brudnożółte z gęstymi drobnymi włoskami. Pręciki ubogie w pyłek.
Kwitnienie od końca lipca do sierpnia.
Owoce
Niełupki o długości 3,7–3,8 mm, brązowe. Opatrzone są na szczycie bladoszarym puchem.

## Biologia
Hieracium babiogorense jest prawdopodobnie krzyżówką między jastrzębcem przenętowatym (w szerokim ujęciu) a jastrzębcem sinym (w szerokim ujęciu). Jest tetraploidem. Znane jest tylko rozmnażanie apomiktyczne.

## Ekologia
Znane są jedynie stanowiska z masywu Babiej Góry, co czyni ten gatunek endemitem tego obszaru. W momencie odkrycia znane było ich pięć, położonych w Polsce i Słowacji, zasiedlanych przez co najmniej dwieście osobników. Występuje na siedliskach niezadrzewionych: ziołoroślach z klasy Mulgedio-Aconitetea i okrajkach zarośli kosodrzewiny i boru jodłowego. Występuje na wysokości od 1380 m n.p.m. do 1610 m n.p.m.

## Systematyka
W obrębie rodzaju Hieracium zaliczany jest do sekcji Alpestria i gatunku zbiorowego Hieracium juraniforme. Jako mikrogatunek zbliżony jest do gatunków głównych jastrzębiec przenętowaty (H. prenanthoides) i jastrzębiec siny (H. bifidum), prawdopodobnie będąc ich mieszańcem. 
Gatunek opisany w 2024 roku przez Zbigniewa Szeląga. Miejsce typowe to Babia Góra (północno-wschodnie zbocze Kościółka Wschodniego, subalpejskie zarośla Mulgedio-Aconitetea na wysokości 1520 m). Holotyp zebrany 23 lipca 2023 roku znajduje się w zielniku KRAM Instytutu Botaniki im. W. Szafera PAN. Kilka paratypów znajduje się w prywatnym zielniku Szeląga.
Nazwa gatunkowa nawiązuje do Babiej Góry, czyli miejsca odkrycia.